# Jesús de Monasterio
Jesús de Monasterio y Agüeros (21. března 1836 Potes Kantábrie – 28. září 1903 Cabezon de la Sal) byl španělský houslista a hudební skladatel. Vedle Pabla de Sarasate jeden z nejvýznamnějších představitelů španělské houslové školy.

## Život
Narodil se v obci Potes ve španělské provincii Cantabria 21. března 1836. Své první housle dostal ve věku 4 let. Studoval nejprve na univerzitě ve Valladolidu. V roce 1845, poté, co strávil nějaký čas v Madridu odešel do Paříže a do Bruselu, kde se na Královské konzervatoři zdokonaloval studiem u Charles Auguste de Bériota, François-Auguste Gevaerta a François-Josepha Fétise. Po návratu do Madridu byl jmenován čestným houslistou královské kapely a obdržel titul čestný člen Academia de Roma.
V následujících letech absolvoval řadu koncertů v různých evropských zemích. Doprovázeli ho přední evropští klavíristé jako např. Giacomo Meyerbeer. Usadil se v Madridu a byl jmenován profesorem na Královské konzervatoři. V roce 1863 založil koncertní společnost, která si vzala za úkol uvádět ve Španělsku nejdůležitější komorní díla klasicismu a romantismu. Působil rovněž jako dirigent se záměrem šířit hudbu španělských skladatelů a zvýšit úroveň španělských hudebníků.
V roce 1873 byl jmenován profesorem na Real Academia de Bellas Artes de San Fernando. V těchto letech vytvořil se skladateli Arrietou, Barbierim a dalšími sdružení La España Musical, jehož cílem bylo zejména propagovat španělskou národní operu. Později se zapojil také do společnosti pro obnovení duchovní hudby.
V pozdějších letech se věnoval téměř výlučně hudební pedagogice. Položil tak základy španělské houslové školy. Mezi těmi, kteří prošli jeho školou byli např. houslisté Teodoro Ballo Tena a Enrique Fernandez Arbos nebo violoncellista Pablo Casals.
V roce 1894 byl jmenován ředitelem Královské konzervatoře v Madridu. Zemřel 28. září 1903 v Casar de Periedo, kde je pohřben ve farním kostele.

## Hlavní díla
Jako vynikající houslista komponoval převážně pro tento nástroj.
- Fantasía original española (1853), pro housle a orchestr
- Adiós a la Alhambra (1855), pro housle a klavír
- Grande Fantaisie Nationale (1855), pro housle a orchestr
- Fantasía original española (1853), pro housle a orchestr
- Adiós a la Alhambra (1855), pro housle a klavír
- Grande Fantaisie Nationale (1855), pro housle a orchestr
- Koncert g-moll pro housle a orchestr (1859; 2. verze 1880)
- Marcha fúnebre y triunfal (1864)
- Scherzo fantástico
- Melodía para orquesta (1872)
- Melodía para violín o violonchelo y piano (1874)
- Estudio de concierto en si bemol (1875), pro harfu, hoboj, klarinet, trubku a smyčcový orchestr
- Sierra Morena (1877), pro housle a orchestr
- Veinte estudios artísticos de concierto
- Andantino expresivo (1881), pro smyčcový orchestr.
- Andante religioso, pro smyčcový orchestr